# El Cojo Ilustrado
El Cojo Ilustrado fue una revista quincenal venezolana que estuvo en publicación entre 1892 y 1915.

## Orígenes
Su nombre proviene de uno de los fundadores de la publicación, Manuel María Echezuría, quien era cojo y no daba mayor importancia a su defecto físico, lo usó para dar nombre a sus obras, entre ellas la mencionada revista. Bajo la dirección del escritor J.M. Herrera Irigoyen su primer número fue publicado el 1 de enero de 1892 y el último en fecha 1 de abril de 1915 debido a la escasez de papel producida por la Primera Guerra Mundial. La revista fue una de las primeras que se instalaron en Venezuela con taller de fotograbado mecánico. Se ha dicho que el apodo de “Ilustrado” se refería a las magníficas y abundantes ilustraciones que adornaban la publicación. 

## Antecesor

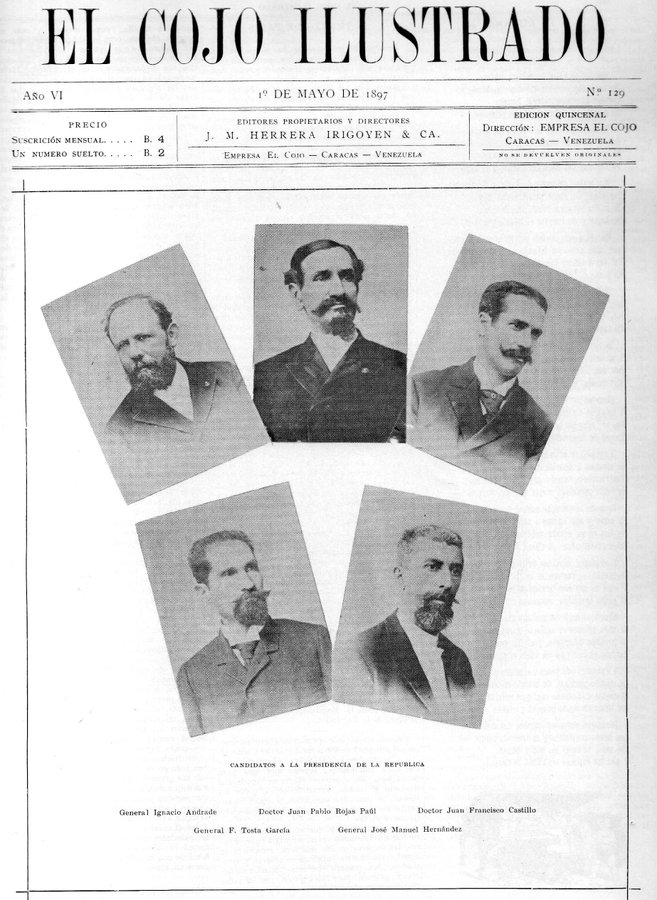
Portada de El Cojo Ilustrado de los candidatos a las elecciones presidenciales de Venezuela de 1897.

La revista comenzó a publicarse un día después de la desaparición, en diciembre de 1891, de la revista El Zulia Ilustrado, conocida revista mensual de Maracaibo, pionera en imágenes en Venezuela, dirigida por Eduardo López Rivas. El Zulia ilustrado se publicó entre 1888 y 1891 en la Imprenta Americana de Maracaibo.
Existía mucha semejanza entre las dos revistas, en El Cojo, se encontraron algunos de los habituales colaboradores de la publicación El Zulia Ilustrado. El Cojo puso sus recursos en un temario de carácter nacional e internacional, mientras que El Zulia Ilustrado fue una revista dedicada a difundir el Estado Zulia en Venezuela y en el exterior.

## Diseño y contenido
El Cojo Ilustrado contaba con más de 3.000 suscriptores en Venezuela y otros países. Su abono mensual costaba 4 bolívares y el número suelto, 2 bolívares. Tenía un formato de 16 páginas a 3 columnas de 32 x 23 centímetros. Su temario nunca fue contrario a ningún tipo de gobierno existente, manteniendo una línea fundamentalmente cultural. Poseía una sección biográfica y enciclopédica y resaltaba a través de sus fotografías la Venezuela del siglo XIX y comienzos del XX. En sus páginas se podían encontrar gran cantidad de fotograbados, fotografías, partituras musicales, manuscritos, poesías y publicidad al final de cada ejemplar.

## Colaboradores
- Miguel Eduardo Pardo
- Eduardo Blanco
- Rufino Blanco Fombona
- Rómulo Gallegos
- Eloy Guillermo González
- José Gil Fortoul
- Sergio Medina
- José Eustaquio Machado
- Andrés Mata
- Udón Pérez
- Elías David Curiel
- Manuel Díaz Rodríguez
- Laureano Vallenilla Lanz
- Leoncio Martínez
- Luis Felipe Toro

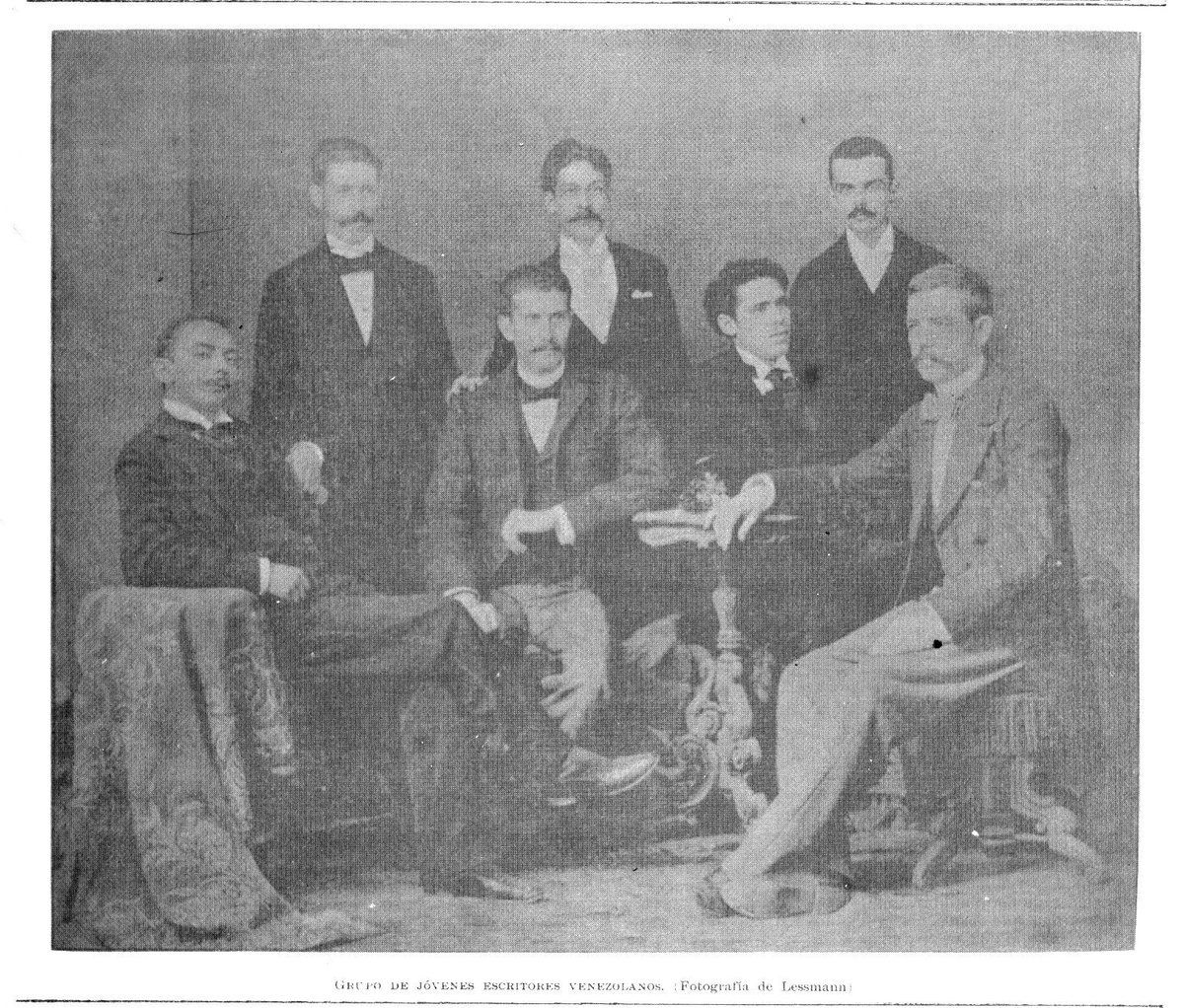
Eloy González, Miguel Mármol, César Zumeta, Leopoldo Torres, Andrés Mata, Pedro Emilio Coll y Eduardo Díaz Lecuna. Febrero, 1896.

- Concepción "Rebeca" Acevedo de Taylhardat

"Rebeca" recibió reconocimiento en 1894 como colaboradora del Cojo Ilustrado por la Revista Las tres Américas.